# Timothée Franchère
Pour les articles homonymes, voir Franchère.

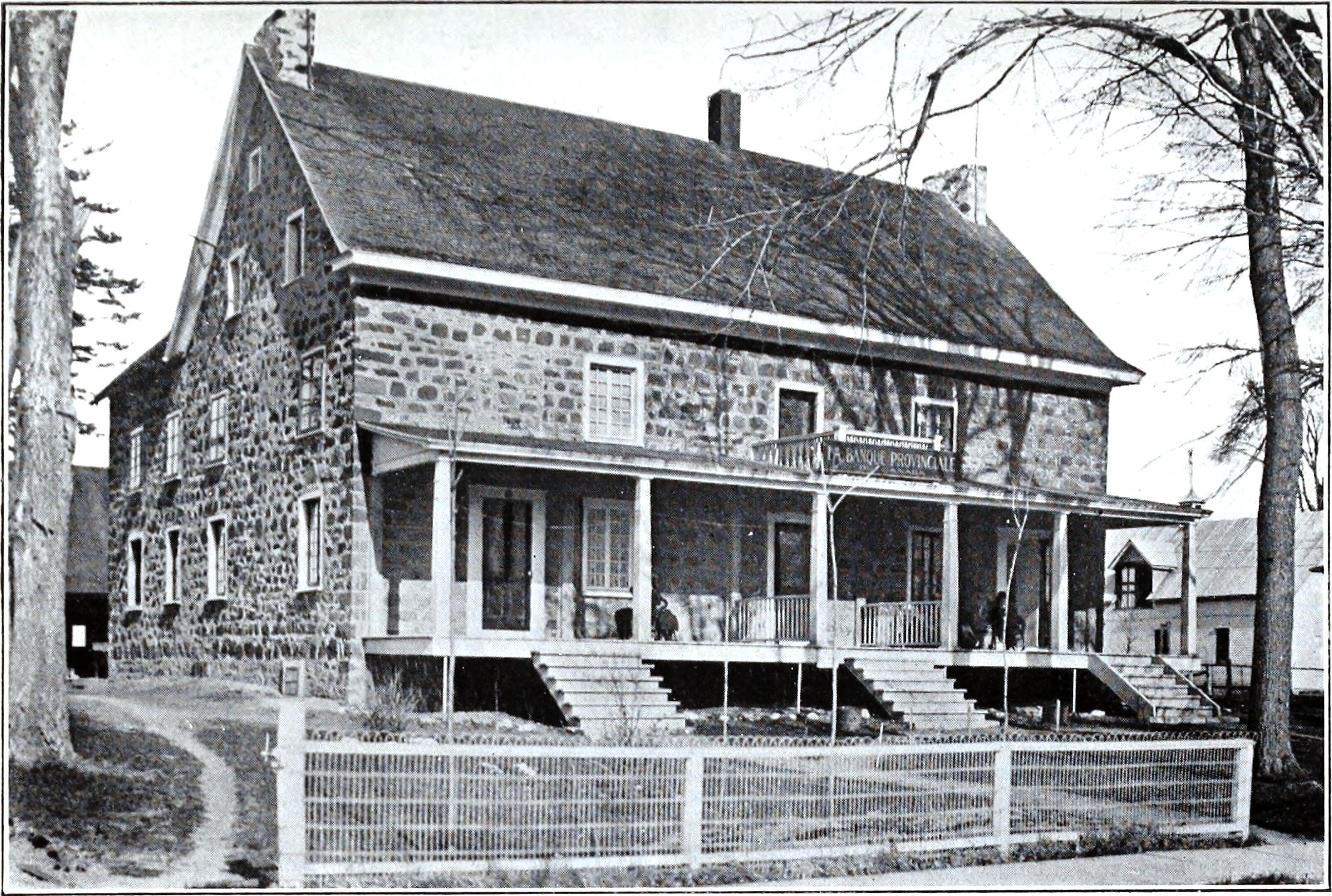
Le magasin Franchère, construit par les frères Franchère en 1821 à Saint-Mathias-de-Rouville, photographié en 1927.

Timothée Franchère (ca. 1790 – 5 octobre 1849) a été un homme d'affaires du Québec (Canada) et une personnalité en politique.
Franchère est né vers 1790. Franchère était marchand à Saint-Mathias-sur-Richelieu. Il a servi dans la milice locale pendant la guerre anglo-américaine de 1812 et est devenu capitaine en 1821. Il a été nommé commissaire chargé de la construction du canal de Chambly en 1832 et a également été commissaire d'école. Il a participé à la rébellion du Bas-Canada et s'est enfui aux États-Unis avec Louis Marchand. Le gouverneur lui a accordé une grâce à la fin de 1837. Il a été réintégré au poste de commissaire du canal de Chambly en 1840. Il a également été directeur de la Banque du peuple. Franchère se présente sans succès à l'Assemblée législative de la province du Canada à Rouville en 1841; il y fut élu lors d'une élection partielle de 1843 et réélu aux élections générales de 1844.
Il est décédé à Saint-Mathias-sur-Richelieu en 1849.
Son frère Joseph a également fait partie de l'assemblée.